# Raïon de Chevtchenko (Zaporijjia)
Pour les articles homonymes, voir Taras Chevtchenko (homonymie).
Le raïon de Chevtchenko ou raïon Chevtchenkivskyi (en ukrainien : Шевченківський район) est un raïon (district) urbain de Zaporijjia de l'oblast éponyme.

## Situation
Il englobe des territoires de l'est de la ville.

## Historique
Il est créé en 1962 et porte ce nom en hommage au poète Chevtchenko depuis 2016 avec la décommunisation en Ukraine.

## Lieux d’intérêt

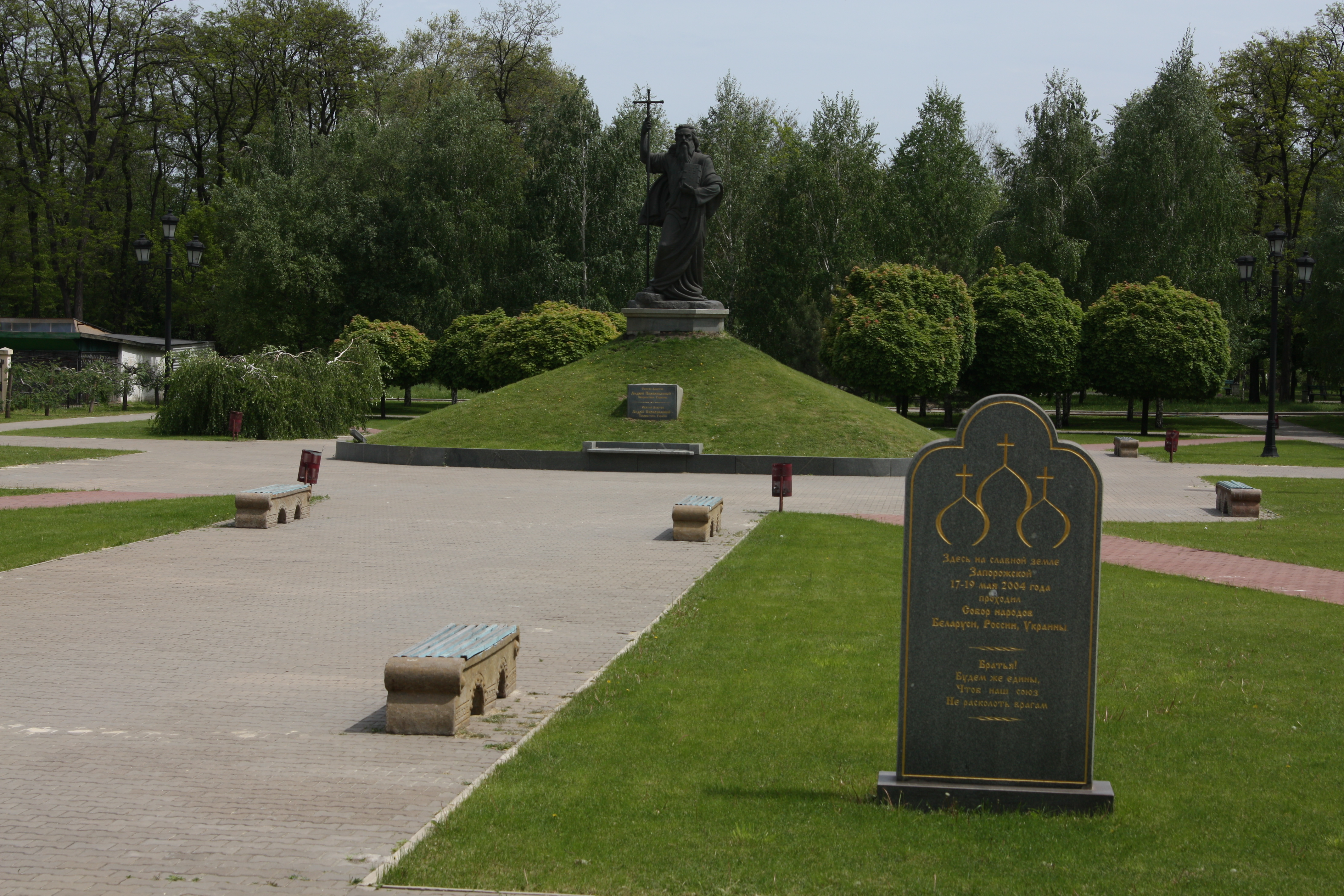
Le parc Chevtchenko.
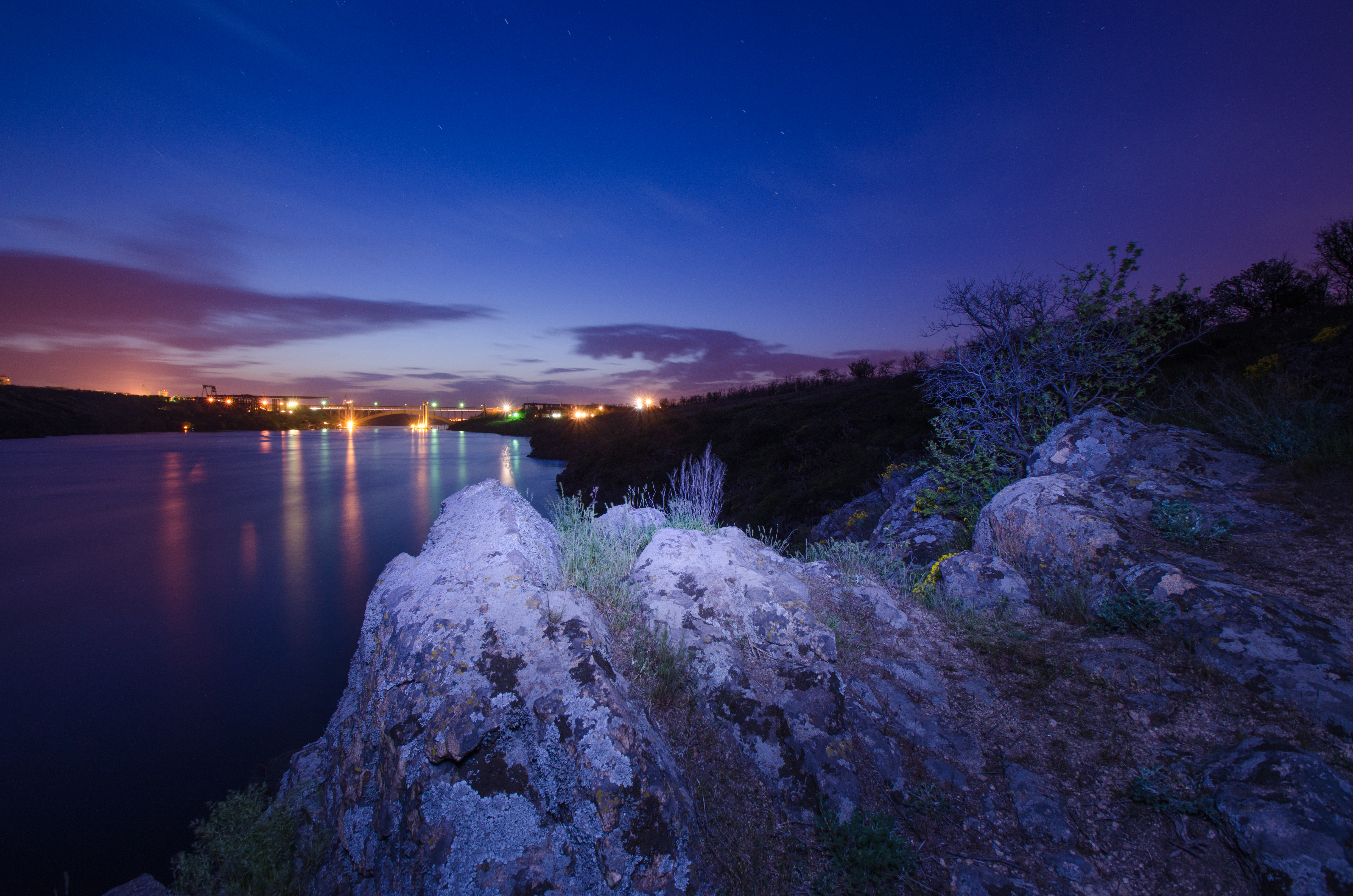
Les rapides du Dniepr.
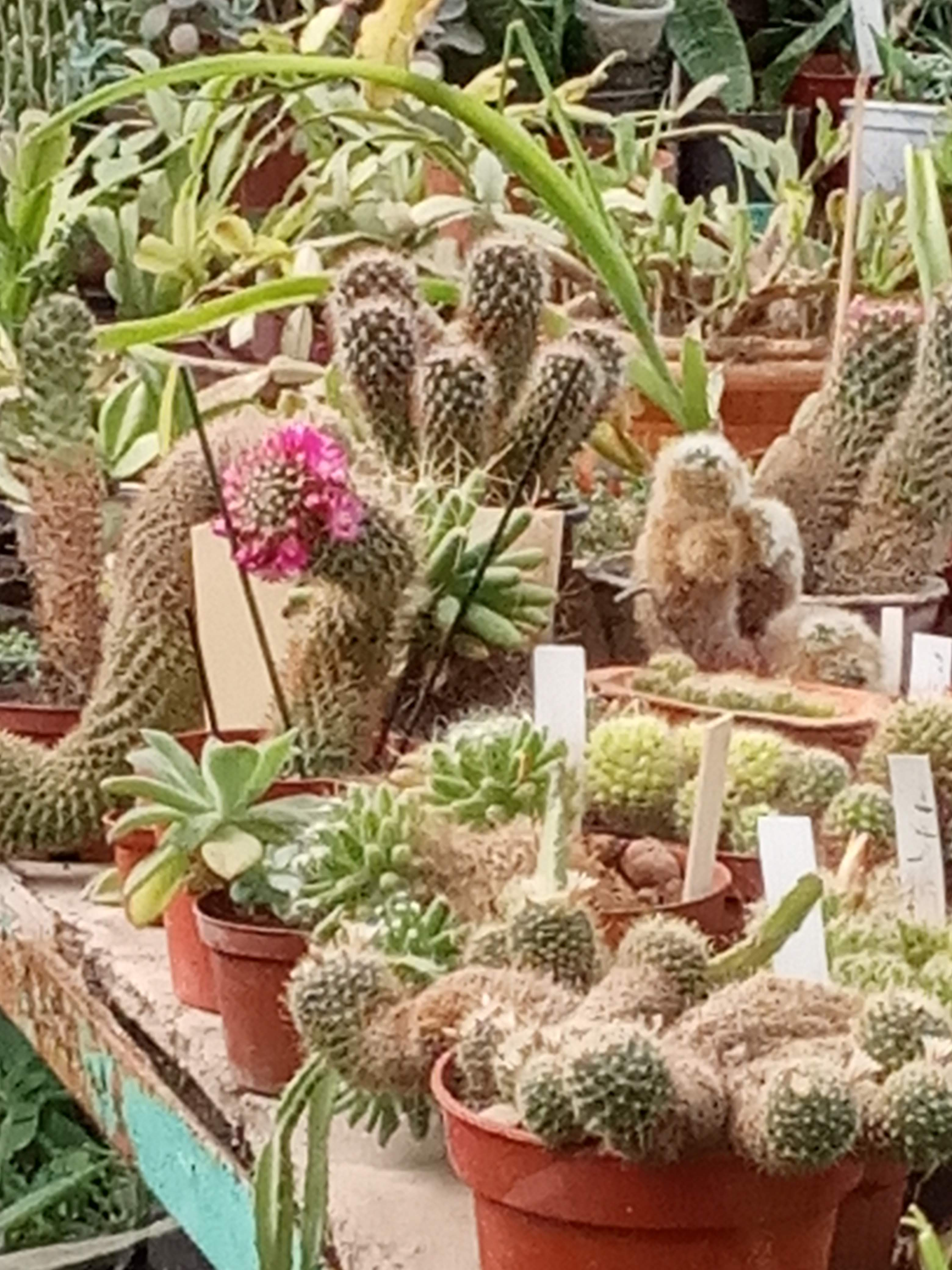
le jardin botanique.
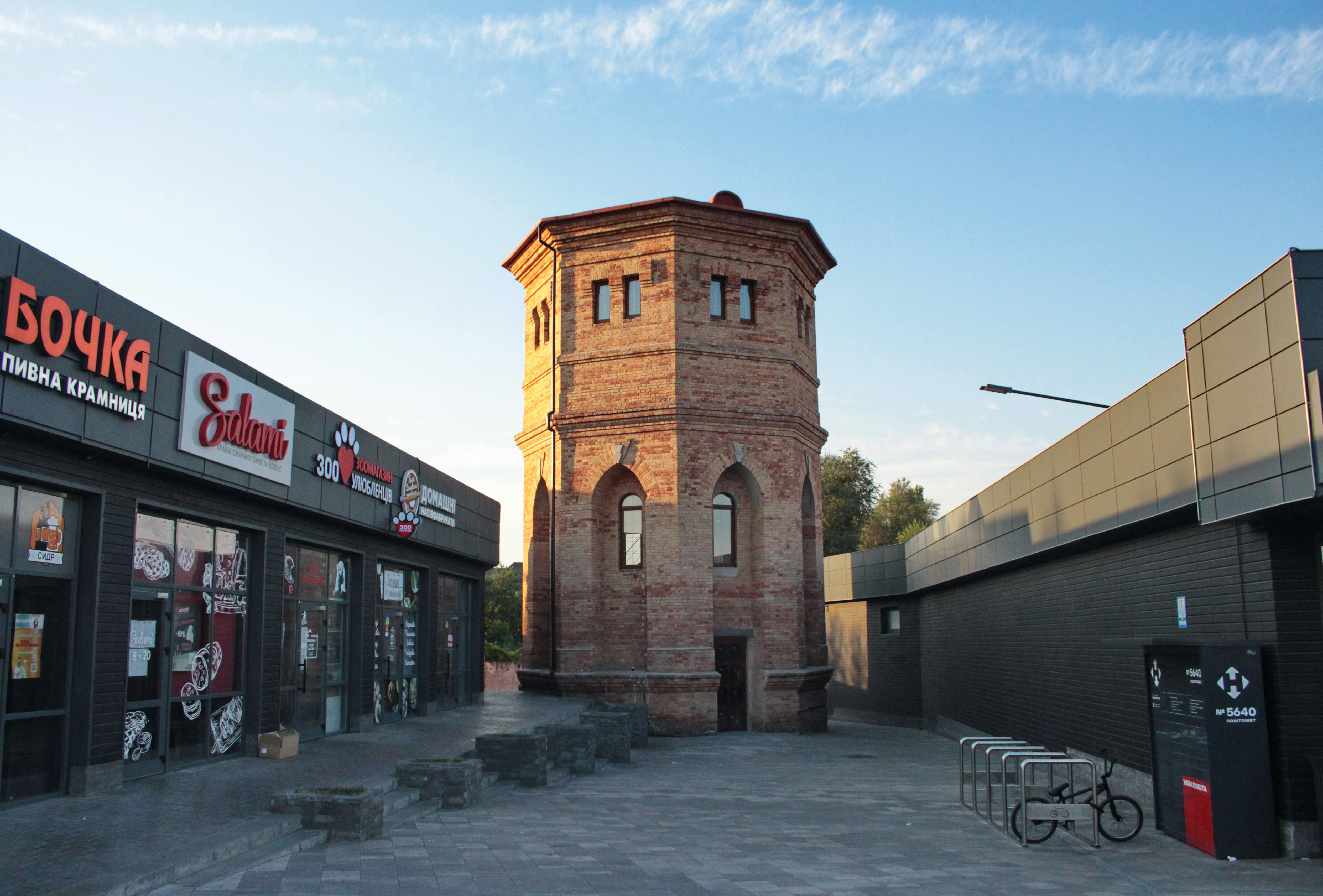
Château d'eau classé[2].
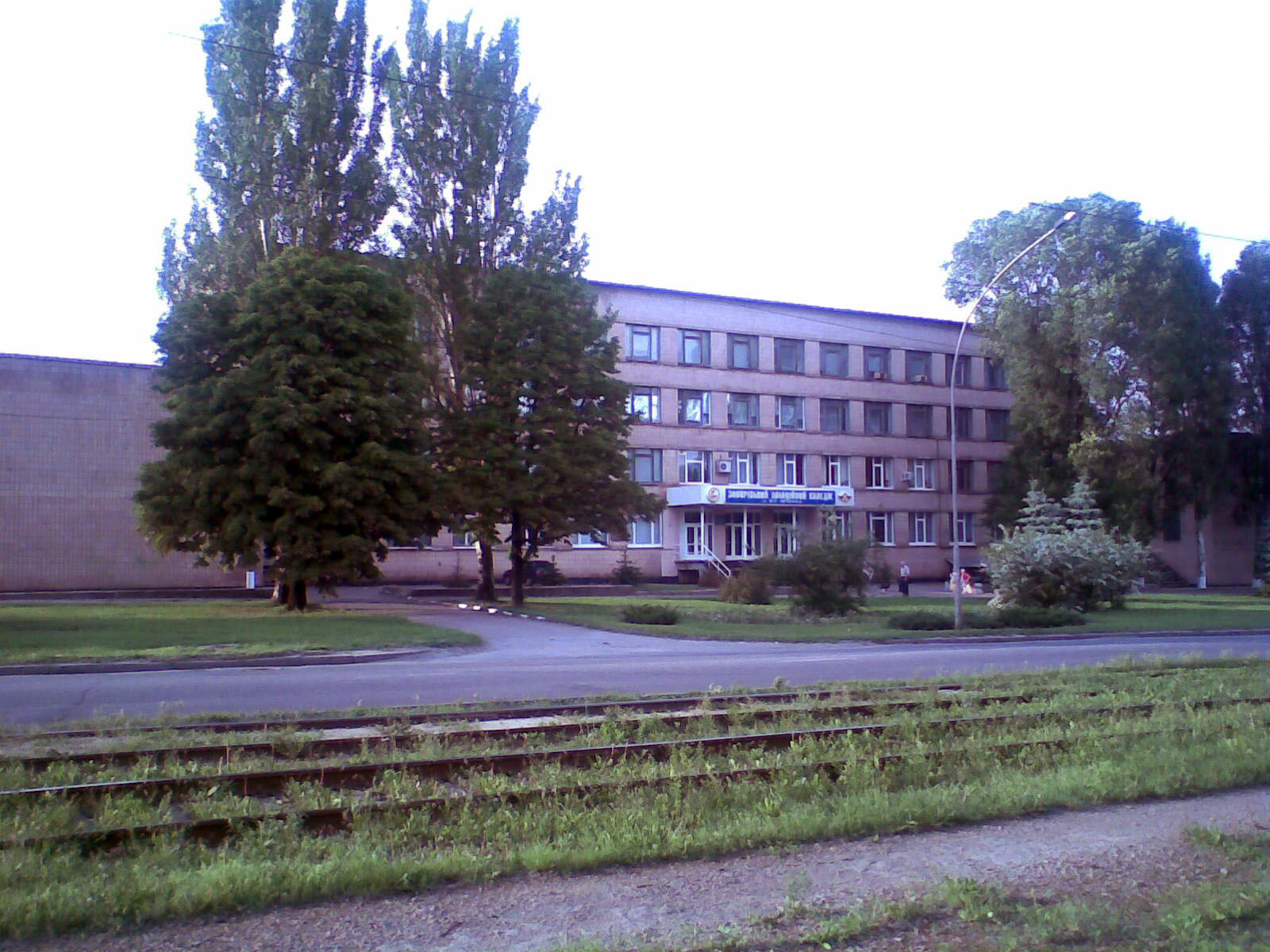
Collège d'aviation.
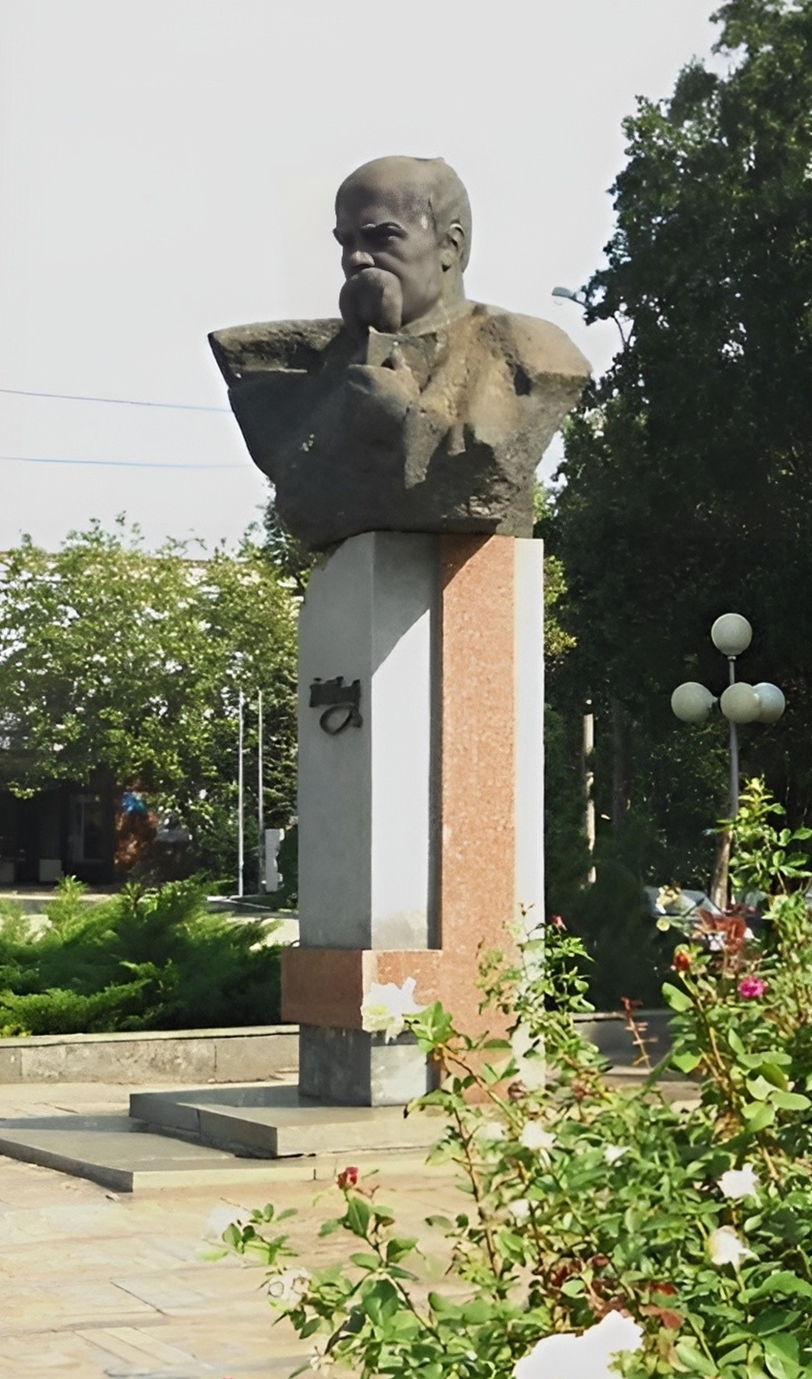
Le buste de Taras Chevtchenko classé[3].
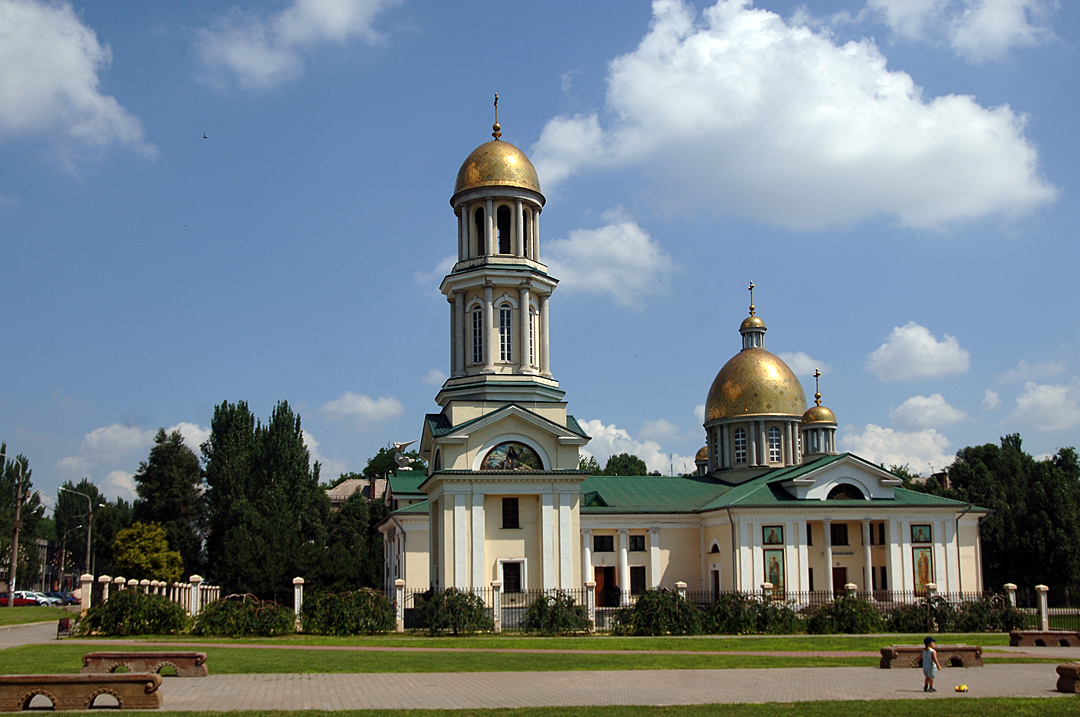
La cathédrale st-André.
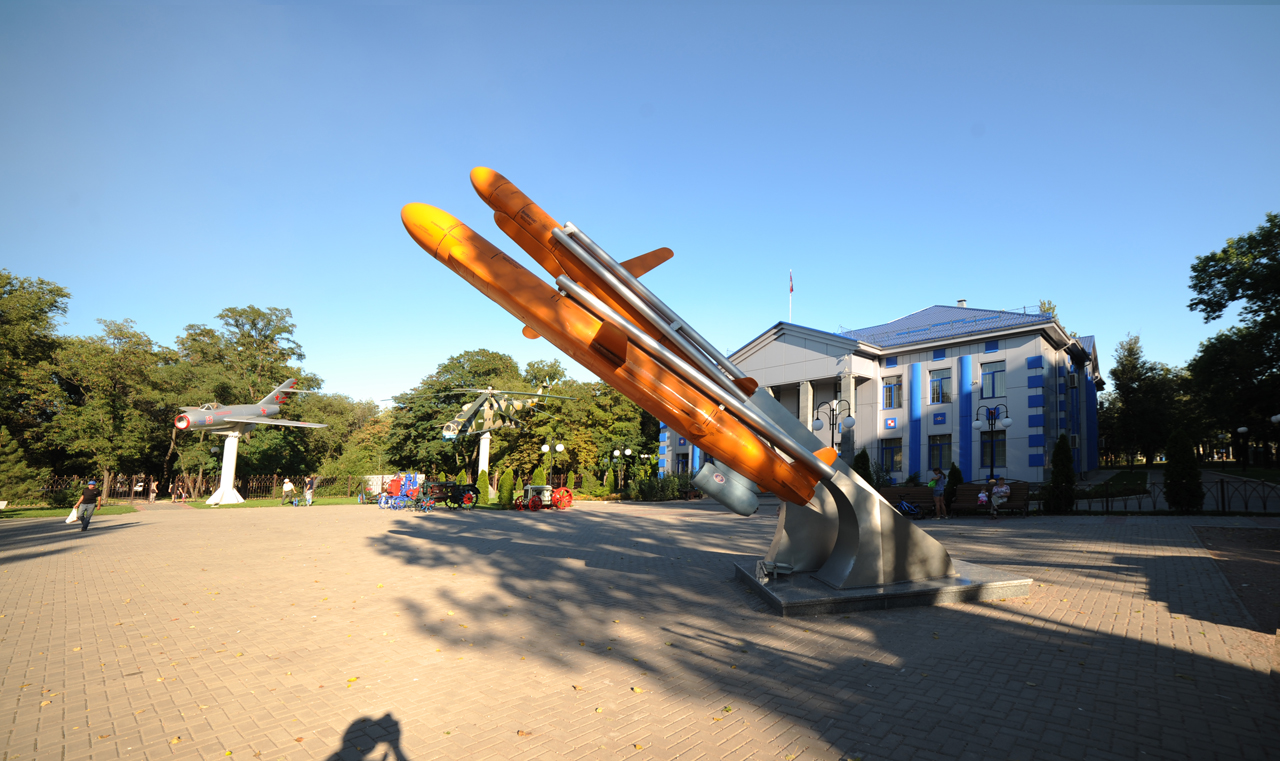
Le musée de technologie Bogouslaïev.